# Stade Eduardo-Santos
Le stade Eduardo-Santos est un stade multifonction situé à Santa Marta, en Colombie. Il est actuellement utilisé principalement pour des matchs de football. 
L'Asociación Deportiva Unión Magdalena y joue ses rencontres à domicile. Il a une capacité de 23 000 places et fut construit en 1951.